# Noordse combinatie op de Olympische Winterspelen 2022
Noordse combinatie was een van de sporten die beoefend werden tijdens de Olympische Winterspelen 2022 in Peking. De wedstrijden vonden plaats in het National Ski Jumping Centre en het National Cross-Country Centre.

## Wedstrijdschema
| Datum                 | Lokale tijd | MET   | Onderdeel                |
| --------------------- | ----------- | ----- | ------------------------ |
| vrijdag 4 februari    | 20:00       | 13:00 | Openingsceremonie        |
| woensdag 9 februari   | 16:00       | 09:00 | Gundersen normale schans |
| woensdag 9 februari   | 19:00       | 12:00 | 10 km langlaufen         |
| dinsdag 15 februari   | 16:00       | 09:00 | Gundersen grote schans   |
| dinsdag 15 februari   | 19:00       | 12:00 | 10 km langlaufen         |
| donderdag 17 februari | 16:00       | 09:00 | Gundersen grote schans   |
| donderdag 17 februari | 19:00       | 12:00 | 4x5 km estafette         |
| zondag 20 februari    | 20:00       | 13:00 | Sluitingsceremonie       |

## Medailles

### Medaillewinnaars
| Onderdeel    | Goud                                                                      | Goud    | Zilver                                                           | Zilver  | Brons                                                          | Brons   |
| ------------ | ------------------------------------------------------------------------- | ------- | ---------------------------------------------------------------- | ------- | -------------------------------------------------------------- | ------- |
| Gundersen NH | Vinzenz Geiger Duitsland                                                  | 25.07,7 | Jørgen Gråbak Noorwegen                                          | 25.08,5 | Lukas Greiderer Oostenrijk                                     | 25.14,3 |
| Gundersen LH | Jørgen Gråbak Noorwegen                                                   | 27.13,3 | Jens Lurås Oftebro Noorwegen                                     | 27.13,7 | Akito Watabe Japan                                             | 27.13,9 |
| Team         | Noorwegen Espen Bjørnstad Espen Andersen Jens Lurås Oftebro Jørgen Gråbak | 50.45,1 | Duitsland Manuel Faißt Julian Schmid Eric Frenzel Vinzenz Geiger | 51.40,0 | Japan Yoshito Watabe Hideaki Nagai Akito Watabe Ryota Yamamoto | 51.40,3 |

### Medaillespiegel
| Plaats | Land       | NOC    | Goud | Zilver | Brons | Totaal |
| ------ | ---------- | ------ | ---- | ------ | ----- | ------ |
| 1      | Noorwegen  | NOR    | 2    | 2      | 0     | 4      |
| 2      | Duitsland  | GER    | 1    | 1      | 0     | 2      |
| 3      | Japan      | JPN    | 0    | 0      | 2     | 2      |
| 4      | Oostenrijk | AUT    | 0    | 0      | 1     | 1      |
| Totaal | Totaal     | Totaal | 3    | 3      | 3     | 9      |